# 1935.
◄ | 19. stoljeće | 20. stoljeće | 21. stoljeće | ►
◄ | 1900-ih | 1910-ih | 1920-ih | 1930-ih | 1940-ih | 1950-ih | 1960-ih | ►
◄◄ | ◄ | 1932. | 1933. | 1934. | 1935. | 1936. | 1937. | 1938. | ► | ►►
Arhitektura • Astronomija • Biologija • Film • Fotografija • Glazba • Kazalište • Kemija • Kiparstvo • Knjige • Književnost • Kršćanstvo • Meteorologija • Medicina • Planinarstvo • Politika • Pravo • Promet • Slikarstvo • Strip • Šport • Televizija • Znanost • Zrakoplovstvo • Željeznički promet

## Događaji
- 31. kolovoza Posljednja vožnja vlaka uskotračnom prugom Parenzana.
- Objavljen je Test tematske apercepije (TAT).

## Rođenja

### Siječanj – ožujak
- 1. siječnja – Ivo Eterović, hrvatsko-srpski fotograf i umjetnik († 2011.)
- 8. siječnja – Elvis Presley, američki pjevač († 1977.)
- 11. siječnja – Joško Vidošević, hrvatski nogometaš († 1990.)
- 16. veljače – Sonny Bono, američki pjevač, glumac, producent i političar († 1998.)
- 17. veljače – Hrvoje Šarinić, hrvatski političar († 2017.)
- 18. veljače – Boško Petrović, hrvatski vibrafonist, skladatelj, vođa sastava, producent, promotor, diskograf i jazz edukator († 2011.)
- 22. veljače – Danilo Kiš, srpski književnik († 1989.)
- 28. veljače – Dušan Karpatský, najistaknutiji češki kroatist, književni povjesničar i prevoditelj, dopisni član HAZU († 2017.)
- 18. ožujka – Oumarou Ganda, nigerski glumac († 1981.)

### Travanj – lipanj
- 19. travnja – Dudley Moore, britanski glumac († 2002.)
- 25. travnja – Lola Novaković, srpska pjevačica († 2016.)
- 18. svibnja – Nenad Ciganović, srpski glumac († 2003.)
- 24. svibnja – Mario Bogliuni, hrvatski pijanist, orguljaš i skladatelj († 2011.)

### Srpanj – rujan
- 2. srpnja – Mira Nikolić, srpska glumica († 2005.)
- 5. srpnja – Josip Kovačić, hrvatski povjesničar umjetnosti, kolekcionar i pjesnik († 2017.)
- 6. srpnja – Drago Britvić, hrvatski pjesnik i tekstopisac († 2005.)
- 12. srpnja – Hans Tilkowski, njemački vratar i meneđer († 2020.)[1]
- 12. kolovoza – John Cazale, američki glumac († 1978.)
- 18. kolovoza – Hifikepunye Pohamba, predsjednik Namibije
- 22. kolovoza – E. Annie Proulx, američka književnica
- 8. rujna – Alain Delon, francuski glumac († 2024.)

### Listopad – prosinac
- 1. listopada – Julie Andrews, britanska glumica
- 3. listopada – Armen Džigarhanjan, sovjetski glumac († 2020.)
- 12. listopada – Luciano Pavarotti, talijanski operni pjevač, tenor. († 2007.)
- 15. listopada – Bobby Morrow, američki atletičar († 2020.)
- 6. studenog – Toma Bebić, hrvatski multidisciplinarni umjetnik († 1990.)
- 25. studenog – Mirko Sabolović, hrvatski romanopisac, književnik i scenarist († 2005.)
- 1. prosinca – Ivica Šerfezi, hrvatski kantautor i pjevač zabavne glazbe († 2004.)
- 1. prosinca – Stjepan Mihaljinec, hrvatski skladatelj, aranžer, dirigent i pijanist († 2014.)
- 1. prosinca – Woody Allen, američki glumac i redatelj
- 22. prosinca – Alfi Kabiljo, hrvatski skladatelj, dirigent i aranžer († 2025.)
- 22. prosinca – Semka Sokolović-Bertok, hrvatska glumica († 2008.)

## Smrti

### Siječanj – ožujak
- 9. veljače – Ksaver Šandor Gjalski, hrvatski književnik (* 1854.)
- 16. ožujka
  - Aron Nimcovič, latvijski šahist i teoretičar (* 1866.)
  - John James Richard Macleod, škotski liječnik, nobelovac (* 1876.)
- 27. ožujka – Rudolf Lubinski, hrvatski arhitekt (* 1873.)

### Travanj – lipanj
- 14. travnja – Emmy Noether, njemačka matematičarka (* 1882.)
- 17. svibnja – Antonia Mesina, talijanska katolička blaženica (* 1919.)
- 24. lipnja – Carlos Gardel, argentinski pjevač (* 1890.)

### Srpanj – rujan
- 6. srpnja – Josip Bach, hrvatski glumac i redatelj (* 1874.)

### Listopad – prosinac
- 13. prosinca – Victor Grignard, francuski kemičar i nobelovac (* 1871.)
- 24. prosinca – Alban Berg, austrijski skladatelj (* 1885.)

## Nobelova nagrada za 1935. godinu
- Fizika: James Chadwick
- Kemija: Frédéric Joliot i Irène Joliot-Curie
- Fiziologija i medicina: Hans Spemann
- Književnost: nije dodijeljena
- Mir: Carl von Ossietzky

## Vanjske poveznice
|  | Zajednički poslužitelj ima još gradiva o temi 1935. |